# 莫托瑙島
莫托瑙島是法屬波利尼西亞的島嶼，屬於馬克薩斯群島的一部分，位於法圖伊瓦島東北22公里的太平洋海域，面積0.01平方公里，最高點海拔高度4米，島上無人居住。